# NGC 5770
NGC 5770 (również PGC 53201 lub UGC 9575) – galaktyka soczewkowata (SB0), znajdująca się w gwiazdozbiorze Panny. Odkrył ją William Herschel 29 kwietnia 1786 roku.